# Małgorzata Wysocka
Małgorzata Wysocka (nascida em 15 de junho de 1979) é uma ex-ciclista polonesa, que competiu representando as cores da Polônia nos Jogos Olímpicos de Verão de 2004, terminando em vigésimo sétimo lugar na prova de estrada individual feminina, com um tempo de 3:25:24.
Também competiu no Campeonato Mundial UCI de Ciclismo em Estrada nos anos de 1998, 2001, 2003 e 2004.